# TrueOS
A TrueOS régebbi nevén PC-BSD egy FreeBSD alapú operációs rendszer volt, melyet azzal a céllal hoztak létre, hogy a lehető legteljesebb grafikus alapú és felhasználóbarát rendszert nyújtson a BSD Unix alapjaira építkezve.  2016 április 4. óta TrueOS néven folyt a fejlesztés. Ezt a KDE grafikus felület segítségével valósítják meg, mely szerves részét képezi a PC-BSD rendszernek. Sok Unix típusú operációs rendszerrel ellentétben a TrueOS már a rendszertelepítéstől kezdve teljesen grafikus alapú, így a tapasztalatlan felhasználó is könnyedén (és gyorsan) fel tudott telepíteni a számítógépére egy teljes értékű FreeBSD típusú operációs rendszert. A KDE vezérlőpultja olyan modulokkal van kiegészítve egy PC-BSD rendszerben, mely számos kényelmi és rendszerbeállítást tesz lehetővé a felhasználók részére teljes egészében grafikus módon, így a meglévő rendszer karbantartása is megoldható mélyreható parancssori ismeretek nélkül.
A TrueOS alapja mindig az aktuális FreeBSD kiadásra épül, igazából a FreeBSD egy speciális telepítése.
A TrueOS operációs rendszer egyik fő jellemzője, hogy az erre a BSD variánsra előrefordított ún. „txz csomagok” segítségével számos felhasználói program telepíthető a rendszerre teljes egészében grafikus módon, ahogyan az a MS Windows és a MacOSX operációs rendszerekben is szokásos. Ezzel egyidejűleg a FreeBSD egyik fő szolgáltatását, a portsot is örökölte, vagyis egy terjedelmes (közel húszezres) BSD-alapú rendszerekre írt szoftvergyűjteményből is telepíthetünk meglévő PC-BSD rendszerünkre elsősorban konzolból. További kényelmi szolgáltatás céljából 2007 januárjában létrehoztak egy apró felhasználói programot Kports néven, mely a FreeBSD ports gyűjtemény grafikus kezelhetőségét hivatott megvalósítani, így a PC-BSD minden idők legfelhasználóbarátabb FreeBSD rendszerének mondható. Többféle adathordozóról telepíthető (CD, DVD, USB-kulcs, hálózat).

## Történelem
A PC-BSD 8.2 módszere az, hogy a felhasználói programok külön könyvtárt kapnak a /Programs alatt. A függőségeiket is a saját könyvtárukba telepítik. Így a rendszerkönyvtárak változatlanok maradnak. Ezt a saját "PBI" (Push Button Installer) intézi.